# Balduina (planta)
Balduina es un género de plantas fanerógamas perteneciente a la familia de las asteráceas. Comprende 6 especies descritas y de estas, solo 3 aceptadas.

## Taxonomía
El género fue descrito por Thomas Nuttall y publicado en The Genera of North American Plants 2: 175–177. 1818.
Etimología
- Balduina: nombre genérico otorgado en honor de William Baldwin, (1779–1819), botánico norteamericano.[5]

## Especies
A continuación se brinda un listado de las especies del género Balduina (planta) aceptadas hasta julio de 2012, ordenadas alfabéticamente. Para cada una se indica el nombre binomial seguido del autor, abreviado según las convenciones y usos.
- Balduina angustifolia (Pursh) B.L.Rob.
- Balduina atropurpurea R.M.Harper
- Balduina uniflora Nutt.